# André-Pierre Pinson
Pour les articles homonymes, voir Pinson (homonymie).
André-Pierre Pinson (né à Marans le 6 janvier 1746 et mort à Saint-Germain-lès-Corbeil le 19 juillet 1828) est un chirurgien, anatomiste et artiste céroplasticien français, créateur de nombreux modèles didactiques d'anatomie humaine et animale et de champignons. 

## Biographie
André-Pierre Pinson est né à Marans en Aunis (actuellement Charente-Inférieure) le 6 janvier 1746. Fils d'un chirurgien de La Rochelle, il s'intéresse à l'anatomie humaine et se lance dans la création de modèles en cire : sa première œuvre, un bras humain écorché, est exposée au Salon du Louvre de 1771. Devenu à son tour chirurgien, il intègre à ce titre, en 1772, la compagnie des Cent-Suisses, garde personnelle du roi Louis XVI aux Tuileries.
Pinson qui brigue un poste à l'Académie royale de peinture et de sculpture poursuit son activité d'artiste céroplasticien en parallèle à sa carrière de chirurgien militaire : il participe à plusieurs salons et expositions,. Il jouit de la protection du duc d'Orléans, franc-maçon comme lui, pour lequel il réalise un cabinet de plusieurs centaines de cires anatomiques. En 1791, il achète à son protecteur une propriété située à Clichy-en-Launois.
La compagnie des Cent-Suisses est dissoute le 12 mai 1792. Deux mois plus tard, le 19 juillet, André-Pierre Pinson épouse Isabelle Proteau, vingt-trois ans plus jeune que lui, qui fera une carrière de peintre portraitiste sous son nom d'épouse Isabelle Pinson. Jean-Antoine Houdon est l'un des témoins du marié.
En 1794, à la suite de la Révolution, la plupart des cires anatomiques du cabinet du duc d'Orléans sont transférées du Palais-Royal au Muséum national d'histoire naturelle et, à l'initiative de Antoine-François de Fourcroy, est créée l'École de santé de Paris qui, comme les écoles sœurs de Strasbourg et de Montpellier, doit disposer de collections didactiques, notamment de modèles anatomiques en cire. L'année suivante, Pinson y est nommé « modeleur en cire », le poste ayant été créé spécifiquement pour lui,.
En 1811, Pinson et son épouse font l'acquisition d'une propriété à Saint-Germain-lès-Corbeil où ils s'installent. C'est là que meurt André-Pierre Pinson, le 19 juillet 1828, jour du 36e anniversaire de son mariage.

## Œuvres

### Modèles d'anatomie

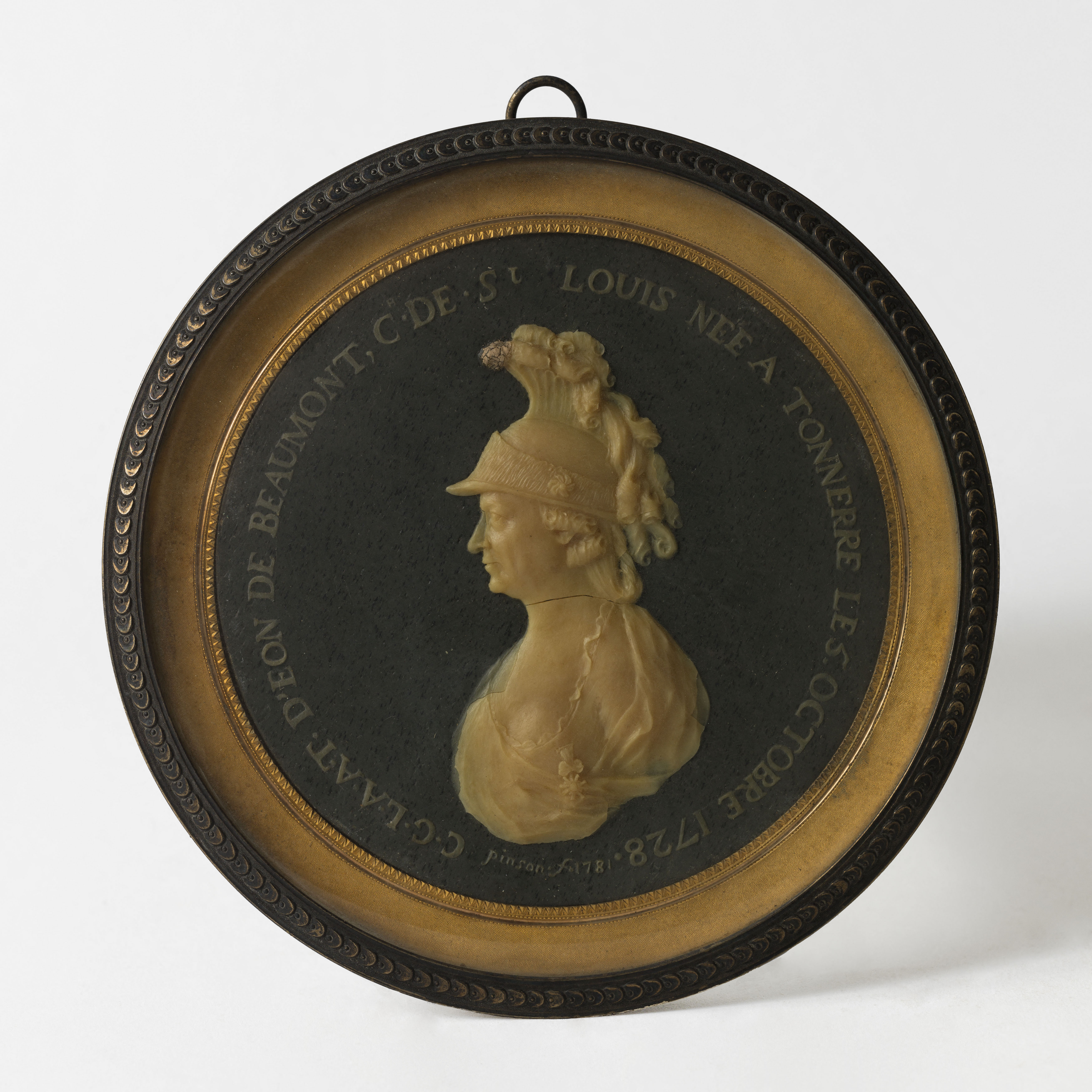
Portrait de cire en médaillon du Chevalier d'Éon par A.-P. Pinson (1781).

Les premières œuvres de Pinson, produites principalement pour le cabinet d'anatomie du duc d'Orléans, sont remarquables par leur qualité artistique ; après la Révolution, attaché à l'École de santé, il est chargé de produire des outils de connaissance, bases essentielles de l'enseignement et non plus œuvres d'art.

Cires anatomiques d'André-Pierre Pinson au Musée de l'Homme
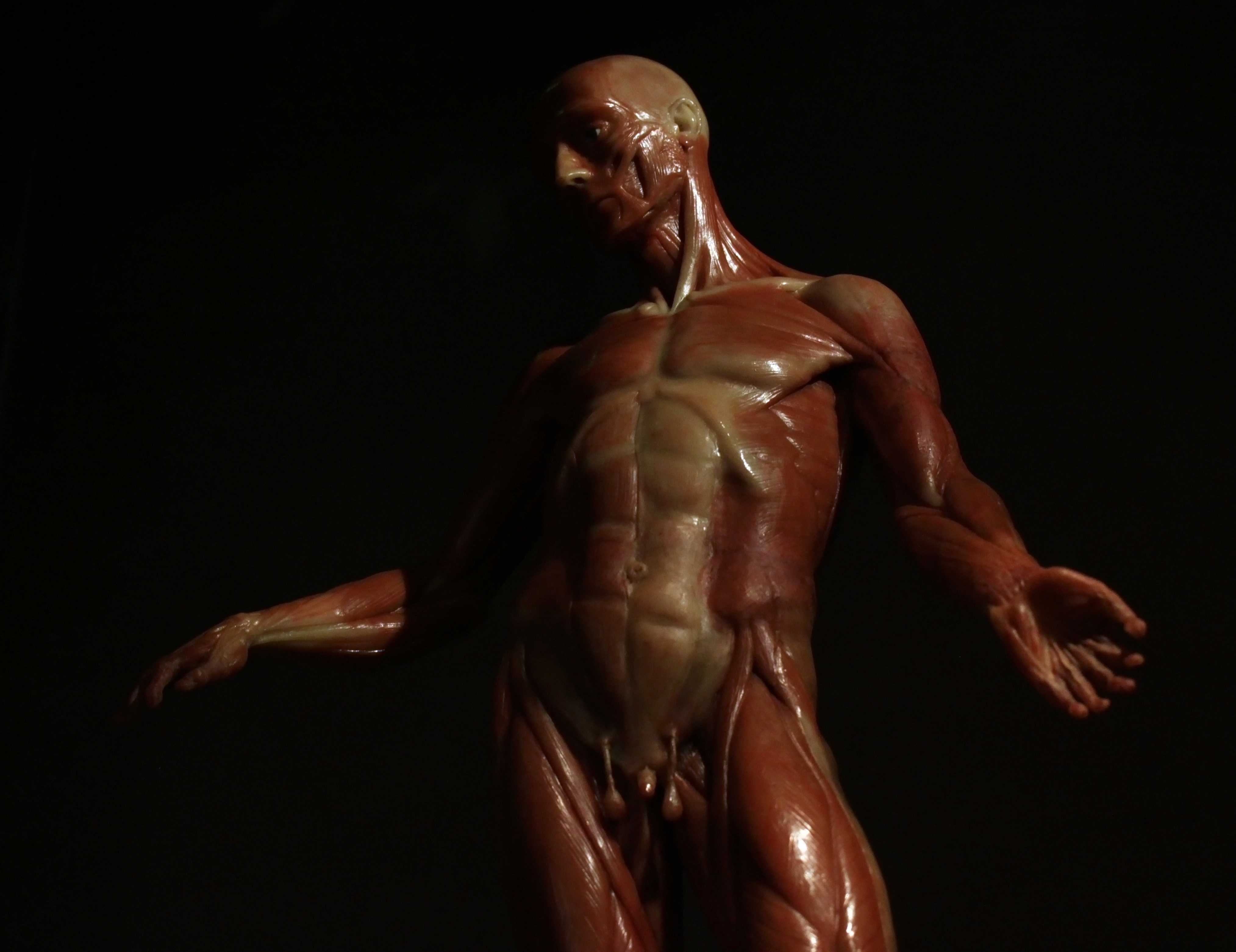
Grand écorché.
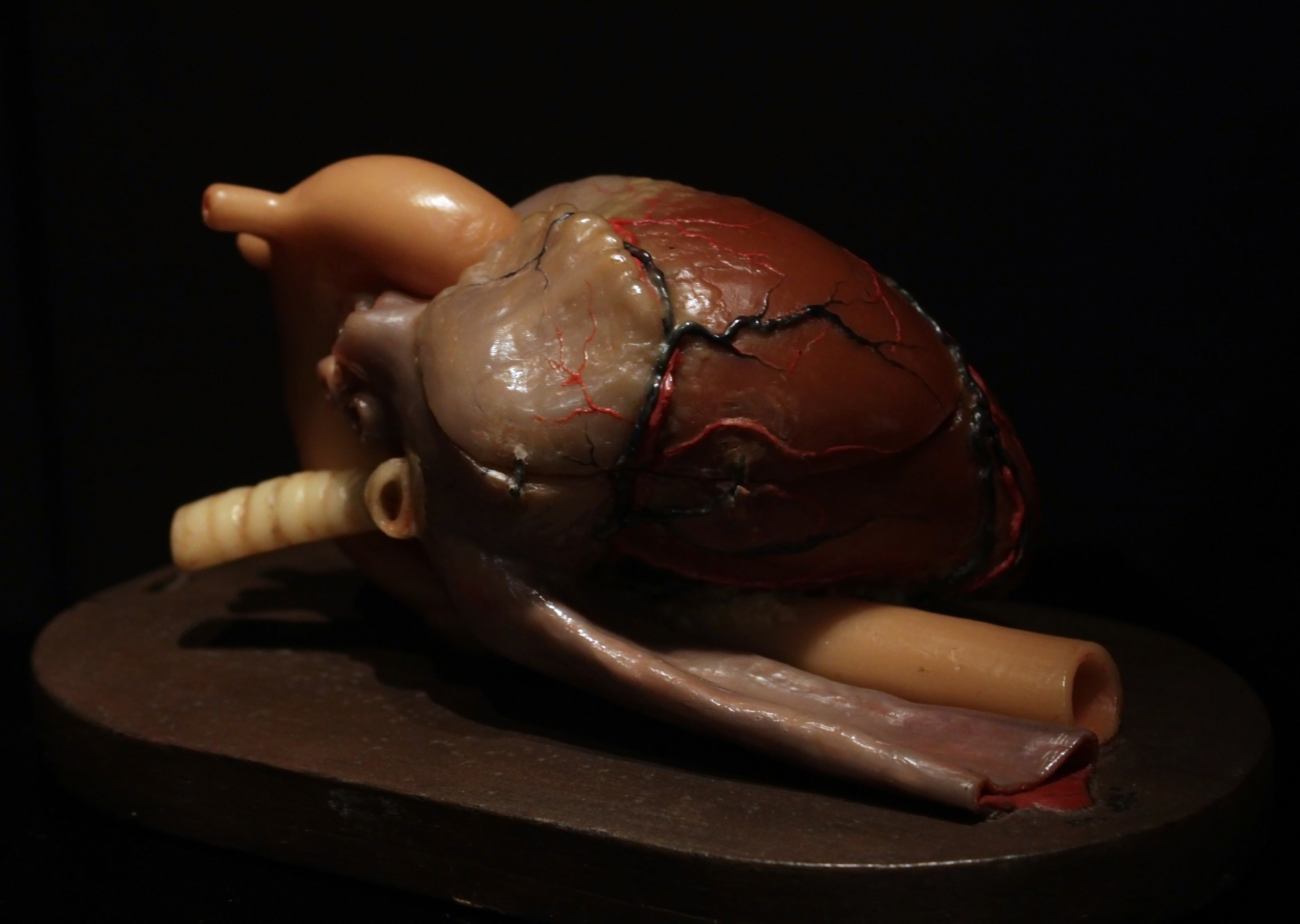
Cœur d'adulte.
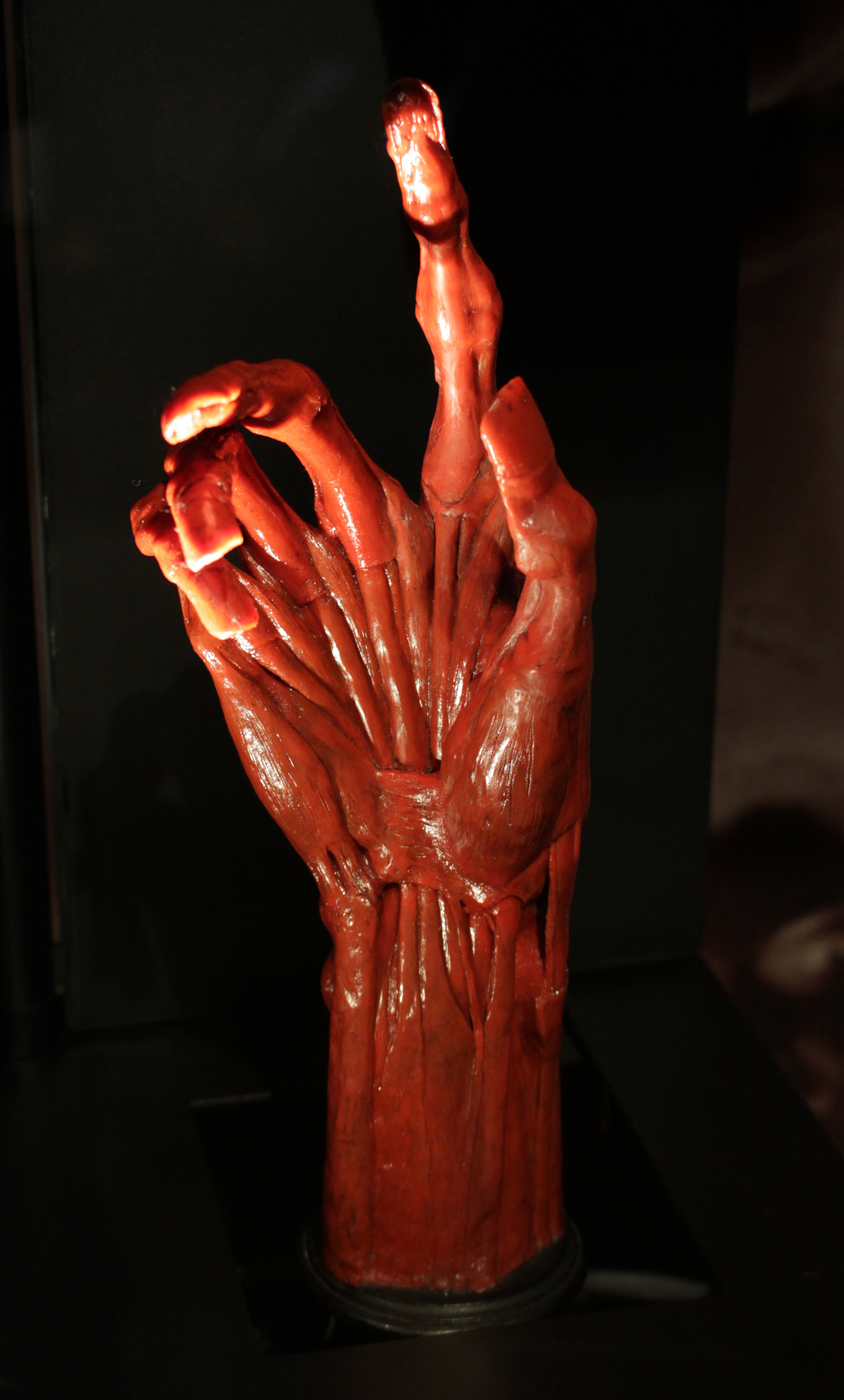
Muscles de la main.
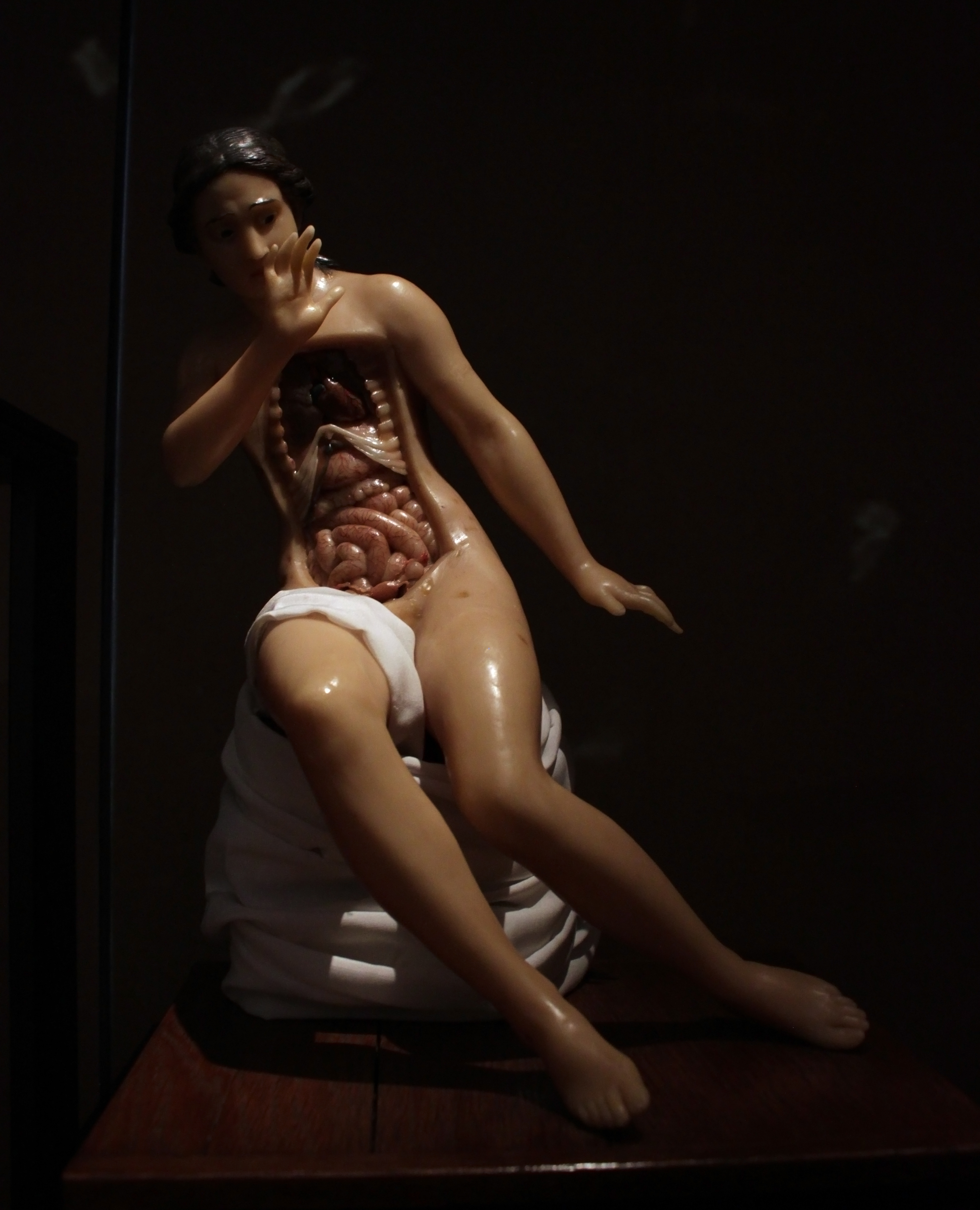
Femme assise.

### Portraits de cire en médaillon
André-Pierre Pinson est aussi l'auteur de portraits de cire en médaillon, représentant notamment le duc de Brissac et le chevalier d'Éon (1781),.

### Modèles de champignons
Entre 1794 et 1802, André-Pierre Pinson crée une collection de quelque 540 modèles de champignons, d'après les illustrations de Pierre Bulliard. Ces modèles en cire, qui permettent de pallier la mauvaise conservation des spécimens de référence dans l'esprit de sel, sont réalisés dans un but didactique, en l'occurrence former à la connaissance des champignons pour réduire le nombre d'intoxications dues à la consommation d'espèces vénéneuses par les Parisiens. Pour faciliter l'identification, chaque espèce est représentée à divers stades de son développement et par une vue en coupe de la structure interne ; l'ensemble est fixé sur un socle en noyer. Proposée au Comité d'instruction publique en 1794, cette collection est retenue par le Muséum national d'Histoire naturelle puis, en 1802, saisie par l'École de Santé pour l'examen de l'usage des champignons à Paris. Charles X l'acquiert en 1825 et la donne au Muséum qui en conserve encore 471 pièces au XXIe siècle au Musée de l'Homme.